# C/2012 E2 (SWAN)
C/2012 E2 (SWAN) — комета семейства Крейца, открытая Владимиром Безуглым по наблюдениям на инструменте SWAN на борту космической обсерватории SOHO. Данный объект является первой кометой Крейца, наблюдавшейся на SWAN.

## Открытие
8 марта 2012 года украинский астроном-любитель Владимир Безуглый сообщил об обнаружении неизвестной кометы на трёх изображениях, полученных инструментом SWAN обсерватории SOHO. Дальнейшее изучение данного объекта показало, что комета принадлежит семейству Крейца и должна пройти перигелий 15 марта 2012 года. Объект был интересен ещё и тем, что являлся достаточно ярким для наблюдения камерами SWAN.

## Наблюдения SECCHI и LASCO
Камера SECCHI HI1 на борту обсерватории STEREO-B наблюдала данный объект первой после инструмента SWAN. Комета попала в её поле зрения 11 марта и оказалась умеренно яркой. В поле зрения телескопов LASCO обсерватории SOHO комета попала 13 марта, причём она казалась слабой по сравнению с кометой C/2011 W3 (Лавджоя) в аналогичном месте орбиты. Однако, данная комета является более яркой, чем большинство комет семейства Крейца. Объект достиг видимой звёздной величины +1, после чего уменьшил блеск вследствие разрушения. Комета разделилась на части при прохождении перигелия. Инструменты SECCHI COR на борту STEREO также наблюдали последние моменты существования кометы.

## Другие наблюдения
Причины повышенной яркости кометы при наблюдении на SWAN остаются неизвестными, хотя считается, что комета могла испытать выброс вещества за несколько дней до обнаружения, благодаря чему она на некоторое время стала ярче, чем другие похожие кометы. Наблюдения кометы с поверхности Земли не проводились.